# Dobong-gu

Các phân cấp hành chính

Dobong-gu (Hán-Việt: Đạo Phong khu) là một trong 25 khu của Seoul, Hàn Quốc. Khu này nằm ở bờ bắc của sông Hán.

## Biểu tượng
- Hoa: Hoa hồng leo
- Cây: Thông
- Chim: Bồ câu

## Núi
Núi Dobongsan là một ngọn núi trong Vườn Quốc gia Bukhansan và khu vực núi này trên thực tế do quận này quản lý. 
Dobongsan, là nơi nghỉ ngơi giải trí của người dân Dobong-gu. Dobongsan có nhiều ngôi chùa lớn nhỏ như Cheonchuksa, Wontongsa, và Manweolam.

## Phân cấp hành chính
Dobong-gu bao gồm 4 dong.
- Dobong-dong (Đạo Phong động) (도봉동 道峰洞) 1, 2
- Banghak-dong (Phóng Hạc động) (방학동 放鶴洞) 1, 2, 3
- Ssangmun-dong (Song Môn động) (쌍문동 雙門洞) 1, 2, 3, 4
- Chang-dong (Thương động) (창동 倉洞) 1, 2, 3, 4, 5

## Vận chuyển

### Đường sắt
Korail
- Tàu điện ngầm vùng thủ đô Seoul tuyến số 1
(Uijeongbu) ← Dobongsan — Dobong — Banghak — Changdong — Nokcheon → (Nowon-gu)

Seoul Metro
- Tàu điện ngầm vùng thủ đô Seoul tuyến số 4
(Nowon-gu) ← Chang-dong — Ssangmun → (Gangbuk-gu)
- Tàu điện ngầm Seoul tuyến số 7
(Uijeongbu) ← Dobongsan → (Nowon-gu)

## Đơn vị kết nghĩa
- Xương Bình, Trung Quốc
- Donghae, Hàn Quốc